# خان المعمله چي
خان المعمله چي أحد خانات بغداد القديمة.
الخان منسوب إلى أسرة المعلمة چي، أحد الأسر التي امتهنت التجارة في القرن الثالث عشر للهجرة والتي تقع بقرب قهوة الأورتمة بالطريق العام .